# Ramsjö, Ljusdals kommun
Ramsjö är kyrkbyn i Ramsjö socken och en småort i Ljusdals kommun. 

## Historia
Namnet Ramsjö skrevs 1485 Ramsiøn. Ordet innehåller ramn = "korp" (jfr fornnordiskans "raun") samt efterledet "sjö" - "Korpsjö".
Byn byggdes upp runt skogsbruket i slutet av 1800- och början av 1900-talet. Byn hade som mest över 1 000 invånare. Mellan 1984 och 1991 bröt Boliden guld i guldgruvan Enåsen.

### Befolkningsutveckling
| Befolkningsutvecklingen i Ramsjö/Ramsjö kyrkby 1960–2015                                                                                        | Befolkningsutvecklingen i Ramsjö/Ramsjö kyrkby 1960–2015 | Befolkningsutvecklingen i Ramsjö/Ramsjö kyrkby 1960–2015 | Befolkningsutvecklingen i Ramsjö/Ramsjö kyrkby 1960–2015 | Befolkningsutvecklingen i Ramsjö/Ramsjö kyrkby 1960–2015 |
| --- | -------------------------------------------------------- | -------------------------------------------------------- | -------------------------------------------------------- | -------------------------------------------------------- |
| |                                                          |                                                          |                                                          |                                                          |
| År |                                                          |                                                          | Folkmängd                                                | Areal (ha)                                               |
| 1960 | 1960                                                     |                                                          | 288                                                      |                                                          |
| 1965 | 1965                                                     |                                                          | 281                                                      |                                                          |
| 1970 | 1970                                                     |                                                          | 277                                                      |                                                          |
| 1975 | 1975                                                     |                                                          | 236                                                      |                                                          |
| 1980 | 1980                                                     |                                                          | 238                                                      | 63                                                       |
| 1990 | 1990                                                     |                                                          | 222                                                      | 65                                                       |
| 1995 | 1995                                                     |                                                          | 216                                                      | 66                                                       |
| 2000 | 2000                                                     |                                                          | 198                                                      | 64#                                                      |
| 2005 | 2005                                                     |                                                          | 177                                                      | 64#                                                      |
| 2010 | 2010                                                     |                                                          | 175                                                      | 64#                                                      |
| 2015 | 2015                                                     |                                                          | 159                                                      | 61#                                                      |
| Anm.: Namnändring 1965 från Ramsjö till Ramsjö kyrkby. Namnändring 1980 från Ramsjö kyrkby till Ramsjö. Upphörde som tätort 2000. # Som småort. |                                                          |                                                          |                                                          |                                                          |

## Samhället
Bebyggelsen är genom ett mindre skogsparti uppdelad mellan Ramsjö station och Ramsjö kyrkby. Dessa två räknades tidigare som tätorter
Här finns Ramsjö kyrka och här fanns Ramsjö skola, en F-9 grundskola, fram tills den lades ned 2014.

## Evenemang
Varje sommar har man Ramsjöveckan, med evenemang alla dagar under veckan. Ett av de största och mest besökta är Cabaré Cupen som Ramsjö SK (Sportklubb) arrangerar. 

## Idrott
Ramsjö SK är sportklubben på orten som har både fotbolls- och skidorganisation.